# تل نصری
تل نصری (به عربی: تل نصری) یک روستا در سوریه است که در حسکه واقع شده‌است. تل نصری ۶۵۰ نفر جمعیت دارد.